# Lindsay Pulsipher

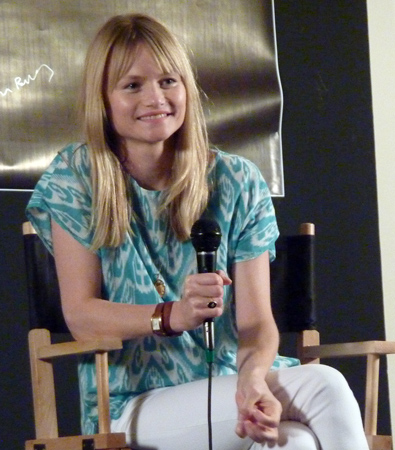
Lindsay Pulsipher 2012

Lindsay Pulsipher (* 6. Mai 1982 in Salt Lake City, Utah) ist eine US-amerikanische Schauspielerin, die durch ihre Rollen in den Serien The Beast und True Blood bekannt geworden ist.

## Leben und Karriere
Lindsay Pulsipher wurde in Salt Lake City geboren, wo sie als eines von sechs Kindern aufwuchs. In ihrer Kindheit ging sie mit ihren Eltern oft in die Kirche, da diese Anhänger der Kirche Jesu Christi der Heiligen der Letzten Tage waren. Pulsipher wandte sich allerdings schnell von diesem Glauben ab.
Zur Schauspielerei wurde sie von ihrer Mutter inspiriert. Sie trat ab dem Jahr 2000 zunächst in kleinen Independent-Film- und Fernsehrollen auf, darunter Ein Hauch von Himmel, eine Serie, die in ihrer Heimatstadt gedreht wurde. Danach zog sie allerdings nach Los Angeles, um im Schauspielgeschäft Fuß fassen zu können. Nach einigen Gastauftritten, wie in Dr. House, CSI: NY und Navy CIS, wurde sie 2009 in einer Hauptrolle neben Patrick Swayze in der Serie The Beast besetzt. Ein Jahr darauf übernahm sie die Rolle der Crystal Norris in der dritten Staffel der Serie True Blood. 
Neben weiteren Gastauftritten, wie in CSI: Miami, Justified und Criminal Minds, war sie auch in Filmen zu sehen, so in The Rambler oder in der Hauptrolle im gleichnamigen Film The Oregonian.
Sie ist entfernt verwandt mit dem früheren US-Präsidenten Calvin Coolidge.

## Filmografie (Auswahl)
- 2000–2003: Ein Hauch von Himmel (Touched by an Angel, Fernsehserie, 4 Episoden)
- 2002: Jumping for Joy
- 2003: Summer Solstice
- 2005: Dr. House (House, M.D., Fernsehserie, Episode 1x19)
- 2006: June and July
- 2007: CSI: NY (Fernsehserie, Episode 4x05)
- 2008: Eleventh Hour – Einsatz in letzter Sekunde (Eleventh Hour, Fernsehserie, Episode 1x01)
- 2009: The Beast (Fernsehserie, 13 Episoden)
- 2009: Navy CIS (Fernsehserie, Episode 7x10)
- 2010: CSI: Vegas (Fernsehserie, Episode 11x01)
- 2010: Do Not Disturb
- 2010–2011: True Blood (Fernsehserie, 14 Episoden)
- 2011: CSI: Miami (Fernsehserie, Episode 9x12)
- 2011: The Oregonian
- 2012: Hatfields & McCoys (Fernsehserie, 3 Episoden)
- 2012–2020: Law & Order: Special Victims Unit (Law & Order: New York, Fernsehserie, 5 Episoden)
- 2013: The Rambler
- 2013: Justified (Fernsehserie, 7 Episoden)
- 2013: Perception (Fernsehserie, 2 Episoden)
- 2014: Flutter
- 2015: Criminal Minds (Fernsehserie, Episode 10x12)
- 2016: American Horror Story (Fernsehserie, Episode 5x11)
- 2016–2017: The Night Shift (Fernsehserie, 3 Episoden)
- 2017: Scorpion (Fernsehserie, Episode 3x23)
- 2017: Fear The Walking Dead (Fernsehserie, 2 Episoden)
- 2018: Shooter  (Fernsehserie, 2 Episoden)
- 2018: God Bless the Broken Road
- 2019: Navy CIS: New Orleans (NCIS: New Orleans, Fernsehserie, 2 Episoden)
- 2021: 9-1-1: Lone Star (Fernsehserie, Episode 2x05)
- 2022: Magnum P.I. (Fernsehserie, Episode 4x11)
- 2022: Pfad der Vergeltung (Savage Salvation)
- 2024: John Sugar (Sugar, Miniserie)